# Stenischia fujisania
Stenischia fujisania är en loppart som beskrevs av Sakaguti et Jameson 1956. Stenischia fujisania ingår i släktet Stenischia och familjen mullvadsloppor. Inga underarter finns listade i Catalogue of Life.